# Tangara aurulenta
La tangara dorada (Tangara aurulenta) es una especie —o el grupo de subespecies Tangara arthus aurulenta/pulchra, dependiendo de la clasificación considerada— de ave paseriforme de la familia Thraupidae, perteneciente al numeroso género Tangara. Es nativa del norte, noroeste y oeste de América del Sur.

## Distribución y hábitat
El grupo de subespecies agrupado en aurulenta se distribuye desde el extremo noroeste de Venezuela, hacia el sur por las tres cadenas de los Andes colombianos, en ambas pendientes de Ecuador, este de Perú, hasta el oeste de Bolivia (oeste de Santa Cruz).
Esta especie generalmente es común en sus hábitats naturales: los bosque húmedos montanos y sus bordes, entre los 900 y los 2000 m de altitud, más numerosa por debajo de los 1500 m.

## Sistemática

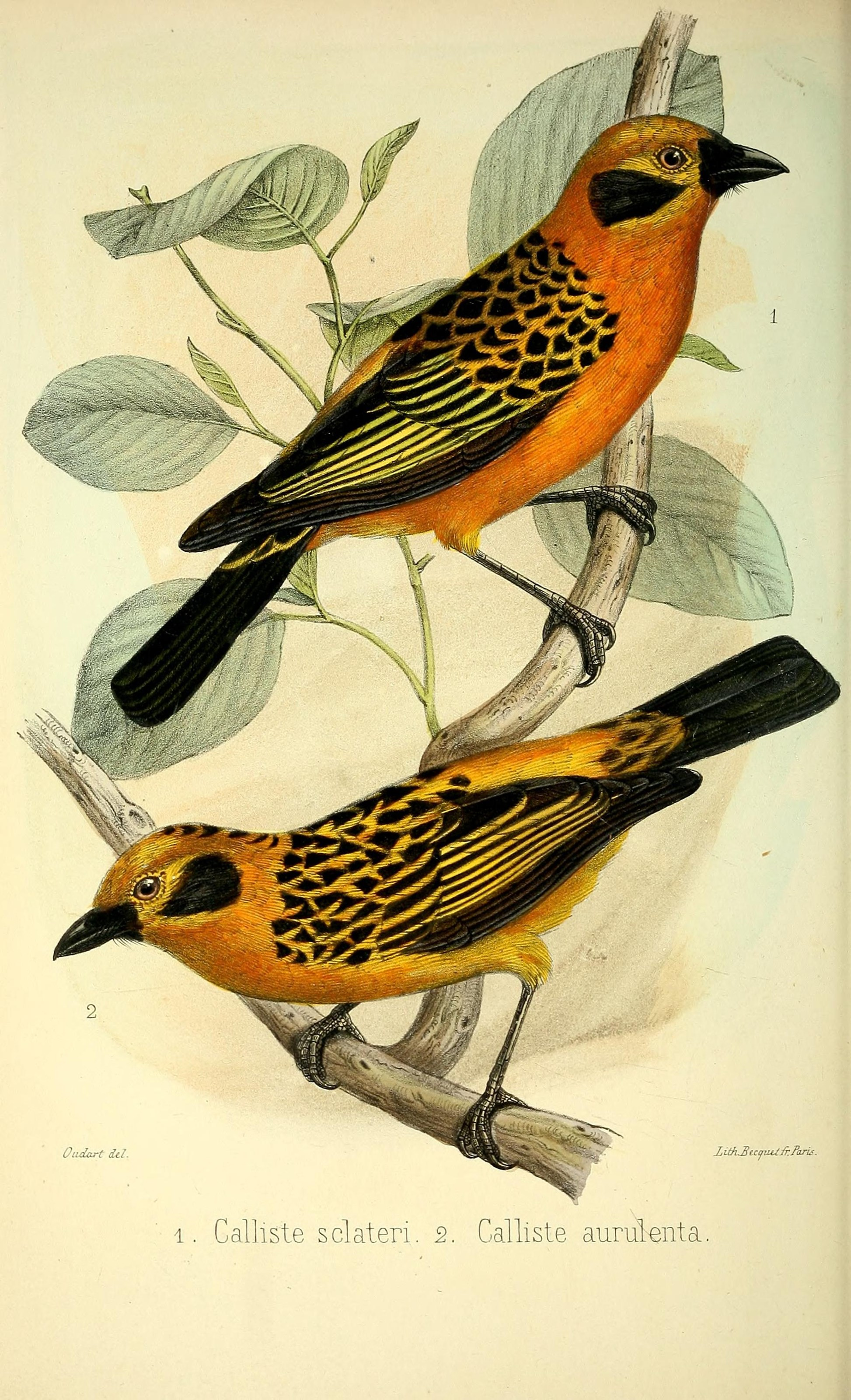
Calliste sclateri = Tangara aurulenta sclateri (arriba) y Calliste aurulenta = Tangara aurulenta aurulenta (abajo), ilustración de Oudart en A monograph of the birds forming the tanagrine genus Calliste, 1857.

### Descripción original
La especie T. aurulenta fue descrita por primera vez por el ornitólogo francés Frédéric de Lafresnaye en 1843 bajo el nombre científico «Tanagra (Aglaia) aurulenta»; su localidad tipo es: «Colombia».

### Etimología
El nombre genérico femenino Tangara deriva de la palabra en el idioma tupí «tangará», que significa «bailarín» y era utilizado originalmente para designar una variedad de aves de colorido brillante; y el nombre de la especie «aurulenta» proviene del latín «aurulentus»: dorado, de color de oro.

### Taxonomía
El presente grupo de subespecies es tradicionalmente incluido por diversos autores en Tangara arthus, sin embargo, las clasificaciones Aves del Mundo (HBW) y Birdlife International (BLI) lo consideran como una especie separada con base en diferencias de plumaje. Esta separación no es seguida todavía por otras clasificaciones.

### Subespecies
Según las clasificación HBW se reconocen ocho subespecies, con su correspondiente distribución geográfica:
- Grupo politípico aurulenta: 
  - Tangara aurulenta occidentalis Chapman, 1914 – Andes occidentales y centrales de Colombia (Antioquia hasta Nariño).
  - Tangara aurulenta aurulenta (Lafresnaye), 1843 – del norte de Venezuela al centro de Colomobia (alto valle del Magdalena).
  - Tangara aurulenta palmitae Meyer de Schauensee, 1947 – pendiente occidental de los Andes orientales de Colombia (sur de Magdalena).
  - Tangara aurulenta sclateri (Lafresnaye), 1854 – ambas pendientes de los Andes orientales de Colombia.
  - Tangara aurulenta goodsoni Hartert, 1913 – oeste subtropical de Ecuador.

- Grupo politípico pulchra:  
  - Tangara aurulenta aequatorialis (Taczanowski & Berlepsch), 1885 – este de Ecuador y norte de Perú.
  - Tangara aurulenta pulchra (Tschudi), 1844 – centro de Perú ((Chachapoyas hasta Chanchamayo).
  - Tangara aurulenta sophiae (Berlepsch), 1901 – sureste de Perú (Cuzco y Puno) al noroeste de Bolivia.